# Martin 170 (JRM) Mars
El Martin JRM Mars es un hidroavión de canoa monoplano cuatrimotor estadounidense de gran envergadura proyectado por la Glenn L. Martin Company como hidroavión de patrulla y bombardeo de gran radio de acción. El fin de la Segunda Guerra Mundial limitó el número de unidades operativas a tan sólo cinco. Todas las unidades fueron nombradas con el prefijo Mars (Marte) en alusión al planeta rojo y fue el hidroavión de mayor envergadura del mundo hasta 1947, cuando apareció el Spruce Goose de Hughes Aircraft.
Con dos unidades sobrevivientes, y estando una de ellas todavía operativa en la actualidad (el Hawaii Mars), el Martin 170 Mars es hoy en día el mayor hidroavión civil en servicio operativo como avión cisterna de lucha aérea contra incendios forestales en la Columbia Británica.

## Historia, desarrollo y diseño
Debido al éxito que la Glenn L. Martin Company alcanzó con su Martin PBM Mariner (un avión de búsqueda y rescate), la Armada estadounidense encargó el 23 de agosto de 1938 un único prototipo de su diseño Martin 170, un hidroavión de gran envergadura para misiones de patrulla y bombardeo.
El diseño de la aeronave estuvo listo en 1941 y el primer prototipo N.º 1520, designado XPB2M-1 de doble cola angular de deriva fue producido en 1942 después de varios contratiempos que retrasaron la entrega. 
El primer vuelo fue realizado el 3 de julio de 1942 y aunque resultó satisfactorio para la Armada, el concepto de hidroaviones de bombardeo de patrulla, estaba siendo considerado obsoleto en el teatro bélico por lo que fue reproyectado como un avión de transporte de largo alcance, cuyo prototipo fue denominado XPB2M-1R el cual fue bautizado Hawaii Mars y puesto en servicio en diciembre de 1943. En 1944 realizó una demostración de sus excelentes características, cuando transportó una carga útil de 9.300 kg hasta Hawái, cubriendo los 7.650 km de distancia en solo 27 horas 26 minutos; la US Navy quedó muy impresionada por el hecho y cursó un pedido por una versión de serie denominada JRM-1 Mars. Deberían haberse construido 20 ejemplares, configurados para transporte, pero el fin de la II Guerra Mundial conllevó la cancelación del contrato cuando se habían producido cinco unidades y un único JRM-2, preparado para operar pesos brutos del orden de los 78.850 kg, comparados con los 65.770 del modelo anterior. Cuando los cinco JRM-1 fueron modificados a la nueva configuración, se redenominaron JRM-3.
La doble cola de doble deriva angular del prototipo XPB2M-1 inicial fue reemplazada por una convencional cola recta monoderiva en el prototipo JRM XPB2M-1R.
El JRM Mars estaba propulsado por cuatro motores Wright R-3350-8 de 2.300 cv unitarios, que le proporcionaban una velocidad de crucero de 356 km/h y una autonomía de 8.000 km.
Podía transportar 133 efectivos o siete vehículos livianos. Aunque se da la circunstancia excepcional de que el 19 de mayo de 1949, uno de estos aparatos, el Marshall Mars, transportó un total de 301 pasajeros y siete tripulantes.
El último avión operativo fue entregado en 1947.
Las cinco unidades fueron enviadas a una base de la US Navy en Alameda, California y operó en la ruta Hawái-California con un exitoso historial operativo de servicios.
El primer prototipo XPB2M-1 al momento de ser declarado operativo superó en envergadura al colosal hidroavión alemán, el Blohm & Voss BV 238 en tan solo 80 cm, no así en longitud. Fue el hidroavión estadounidense más grande jamás construido por ese país durante la Segunda Guerra Mundial y tan solo fue superado por el Hughes H-4 Hercules, propiedad de Howard Hughes en 1947.

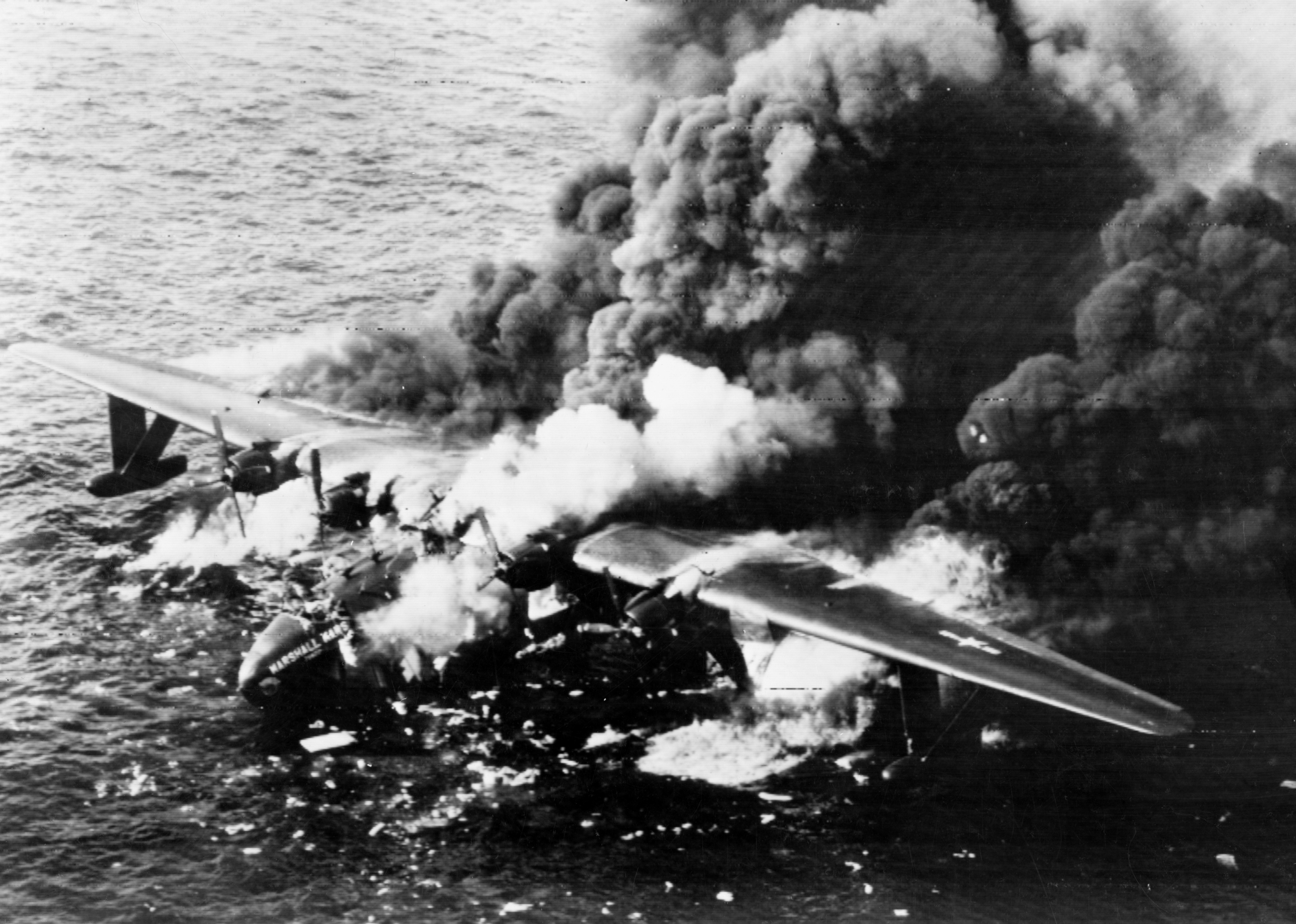
El Marshall Mars incendiándose en las afueras de Honolulú en 1950

Los cinco aviones sobrevivientes del proyecto fueron bautizados con nombres de islas como: Hawaii Mars, Mariana Mars, Filipinas Mars, Marshall Mars y hubo un quinto con el mismo nombre del primero Hawaii Mars II, ya que el primero resultó incendiado en la Bahía de Chesapeake en 1942, con tan solo dos semanas operativas. 
Estos hidroaviones adolecieron de serios fallos eléctricos que provocaron incendios en no pocas veces dentro de su historial operativo. En efecto, el Marshall Mars se perdió por esta causa en 1950 en las afueras de Honolulu.

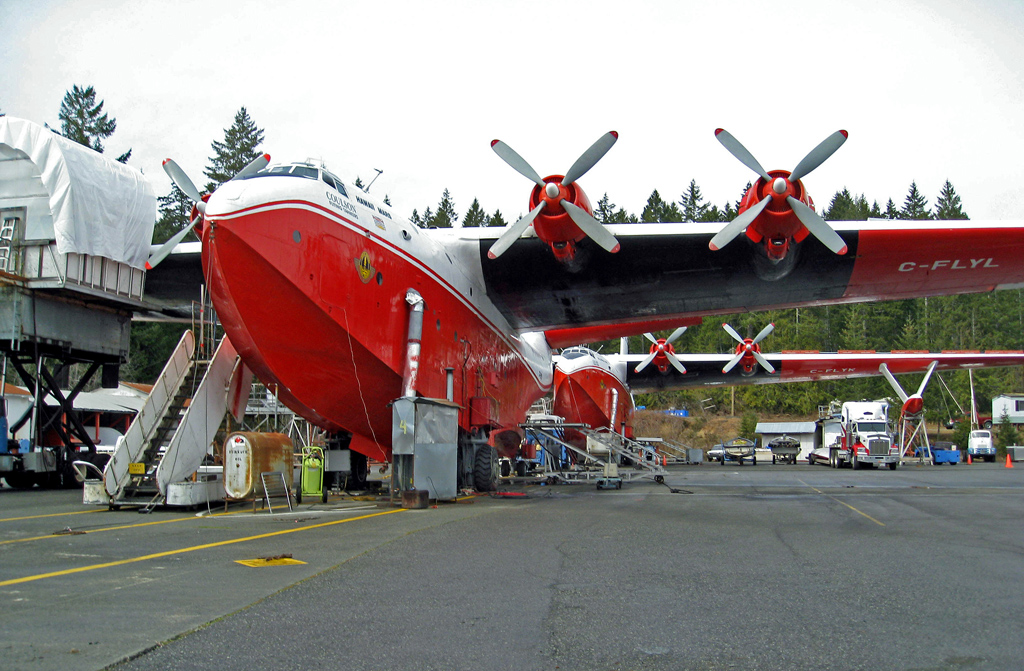
El Filipinas Mars y el Hawaii Mars, adquiridos en una subasta por Coulson Flying Tankers y en proceso de restauración (fotografía tomada en 2008)

Las unidades sobrevivientes terminaron su vida operativa en 1956 y fueron varadas en su base de Alameda a la espera de su desguace. 
Fueron subastadas en 1959 y adjudicadas a la empresa Forest Industries Flying Tanks que las utilizó como aviones cisterna para combatir incendios forestales en la Columbia Británica (Canadá). Dos de las cuatro unidades se perdieron durante esta etapa; el Marianas Mars se perdió en un grave accidente fatal para sus tripulantes en Moriarty Parksville, en 1961 y otro, el Caroline Mars fue severamente dañado por una tormenta en 1962, siendo "canibalizado" para suministro de piezas de repuesto.
Las dos unidades restantes, el Hawaii Mars II y el Filipinas Mars, estuvieron operativas hasta el año 2006 y fueron subastadas en 2007 para otra empresa forestal, la Coulson Flying Tankers Co. quien actualmente los utiliza en su base de Lake Sproat.
Estas unidades son hasta hoy los hidroaviones más grandes del mundo en estar operativos con un historial de más de 50 años de servicios.

## Especificaciones (JRM-3 Mars)
Referencia datos: Jane’s Fighting Aircraft of World War II

### Características generales
- Tripulación: Cuatro (con acomodación para otra tripulación de relevo)
- Capacidad: JRM Mars: 133 soldados, u 84 pacientes en litera y 25 auxiliares, o 15 000 kg de carga, incluyendo hasta siete Willys MB

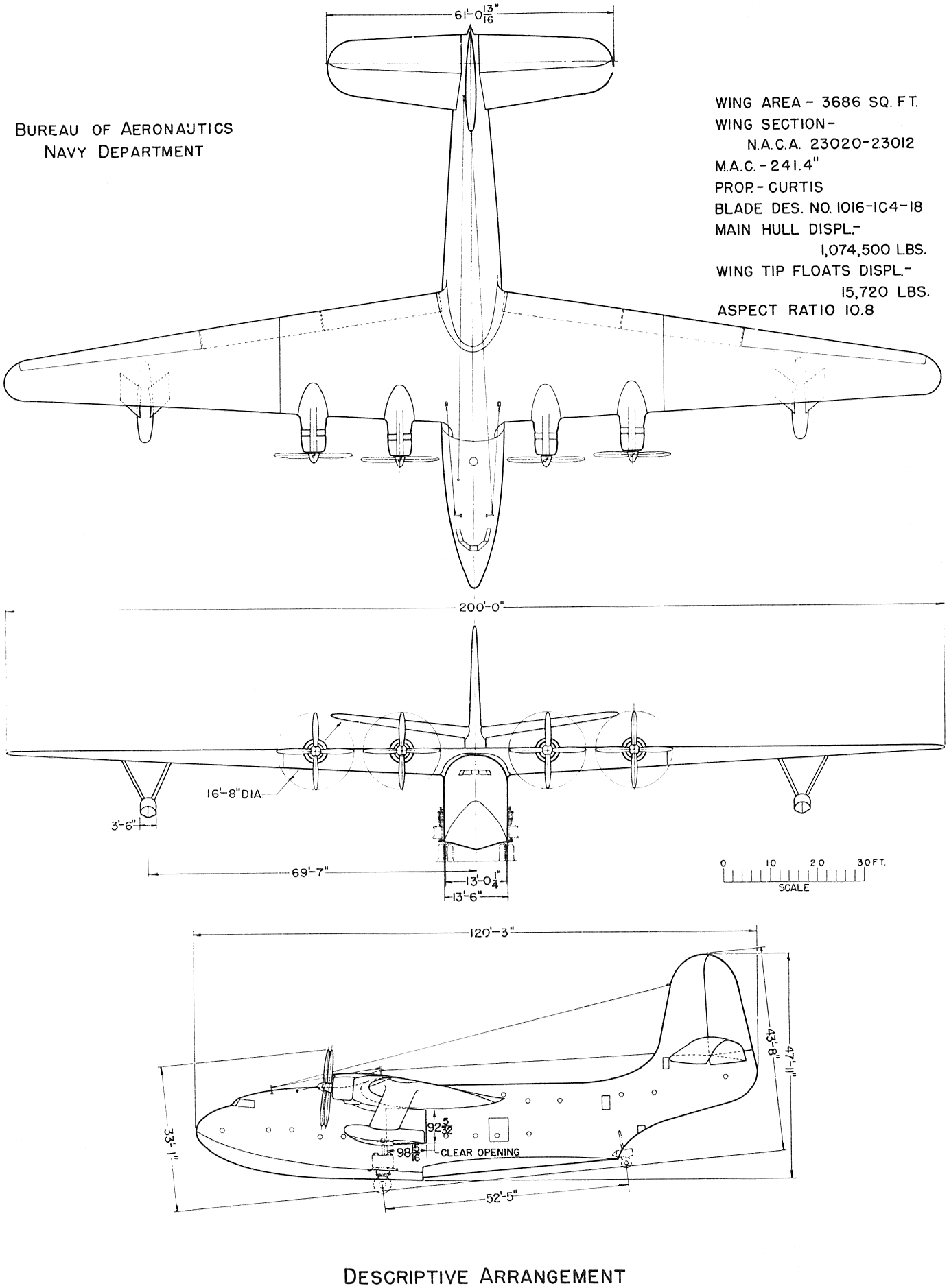
Martin JRM-1

- Carga de espuma/agua: Mars contraincendios: 27 000 kg
- Longitud: 35,74 m
- Envergadura: 60,96 m
- Altura: 11,71 m (en flotación), 15 m (en tierra)
- Superficie alar: 342,4 m2
- Peso vacío: 34 279 kg
- Peso cargado: 40 823 kg
- Peso máximo al despegue: 74 843 kg
- Planta motriz: 4× motor radial de 18 cilindros refrigerado por aire Wright R-3350 Duplex-Cyclone.
  - Potencia: 1900 kW (2500 hp) cada uno.
- Hélices: Curtiss Electric cuatripala de paso variable
- Diámetro de la hélice: 4,62 m
- Capacidad de combustible: Hawaii Mars: 24 550 l; Philippine Mars: 50 000 l

### Rendimiento
- Velocidad máxima operativa (Vno): 356 km/h
- Velocidad crucero (Vc): 310 km/h
- Alcance: 8000 km
- Techo de vuelo: 4500 m (14 600 pies)

### Desarrollos relacionados
- Martin PBM Mariner
- Martin 193

### Aeronaves similares
- Blohm & Voss BV 222
- Blohm & Voss BV 238
- Kawanishi H8K
- Saunders-Roe Princess
- Short Shetland

### Secuencias de designación
- Secuencia Numérica (interna de Martin): ← 162 - 166 - 167 - 170 - 179 - 182 - 187 →
- Secuencia PB_M (Bombarderos de Patrulla de la Armada estadounidense, 1935-1962 (Martin, 1922-1962)): PBM - PB2M
- Secuencia JR_M (Aviones de Transporte Utilitario de la Armada estadounidense, 1935-1955 (Martin, 1922-1962)): JRM - JR2M

### Listas relacionadas
- Anexo:Aeronaves militares de los Estados Unidos (navales)